# 時原春風
時原 春風（ときはら の はるかぜ）は、平安時代初期から前期にかけての貴族・能書家。氏姓は秦忌寸のち時原宿禰、時原朝臣。官位は従五位下・采女正。

## 経歴
嘉祥年間（848年-851年）右衛門府生を務める。貞観5年（863年）9月に一族の春上・諸長と共に秦忌寸姓を改め時原宿禰姓を賜与される（この時の官位は従六位上・図書大允）。元慶元年（877年）外従五位下に昇叙（この時の官職は采女正）。
元慶8年（884年）11月光孝天皇の践祚に伴う大嘗会に際し大嘗会印の印字を書し、内位の従五位下に叙せられる。仁和3年（887年）7月朝臣姓に改姓した。

## 筆跡

### 太政官給公験牒
貞観8年（866年）円珍が太政官より下付された公験に書き誤りがあったため、円珍は春風に書き直させ、円珍はこの春風の後本を正本とし、内印を申請したと言われる。このときの春風の書が『太政官給公験牒』（だじょうかんきゅうくげんちょう）であり、園城寺に所蔵されている。書体は楷書体、書風は唐風で、字形が整斉にして点画に骨力があり、清爽明快である。

## 官歴
注記のないものは『六国史』による。
- 嘉祥2年（849年）7月29日：見右衛門府生[2]
- 時期不詳：従六位上。図書大允
- 貞観5年（863年）9月5日：秦忌寸姓から時原宿禰姓に改姓
- 時期不詳：正六位上。采女正
- 元慶元年（877年）11月21日：外従五位下
- 元慶8年（884年）11月25日：従五位下
- 仁和3年（887年）7月17日：宿禰姓から朝臣姓に改姓